# بیمارستان قلب الزهرا
بیمارستان قلب الزهرا بیمارستانی است درمانی واقع در شیراز، استان فارس وابسته به دانشگاه علوم پزشکی شیراز با ظرفیت ۱۱۰ تخت فعال که در سال ۱۳۷۵ خورشیدی تأسیس گردید.
در اواخر سال ۱۳۷۵ به‌علت نیاز به مرکزی جهت درمان بیماران قلبی در شهر شیراز، این بیمارستان با همت افراد خیر و توافق و همکاری دانشگاه علوم پزشکی شیراز در کنار بیمارستان کودکان شهید حجازی بنا شد.
این مرکز درمانی در زمینی به مساحت حدود ۴۰٬۰۰۰ متر مربع، در ابتدا به‌صورت درمانگاه فوق تخصصی افتتاح و به‌تدریج بخش‌های بستری سی‌سی‌یو و اتفاقات قلب به این مجموعه اضافه شد و هم‌اکنون با زیربنای حدود ۳۹۴۶ متر مربع به عنوان قطب دولتی قلب و عروق در جنوب ایران ارائه خدمت می‌کند.